# نهان‌بهادر
نهان‌بهادُر (نام علمی: Kryptobaatar) یا گوبی‌بهادر نام یک سرده از راسته چندتکمیزه‌ایان است.